# Sylvia Mulinge

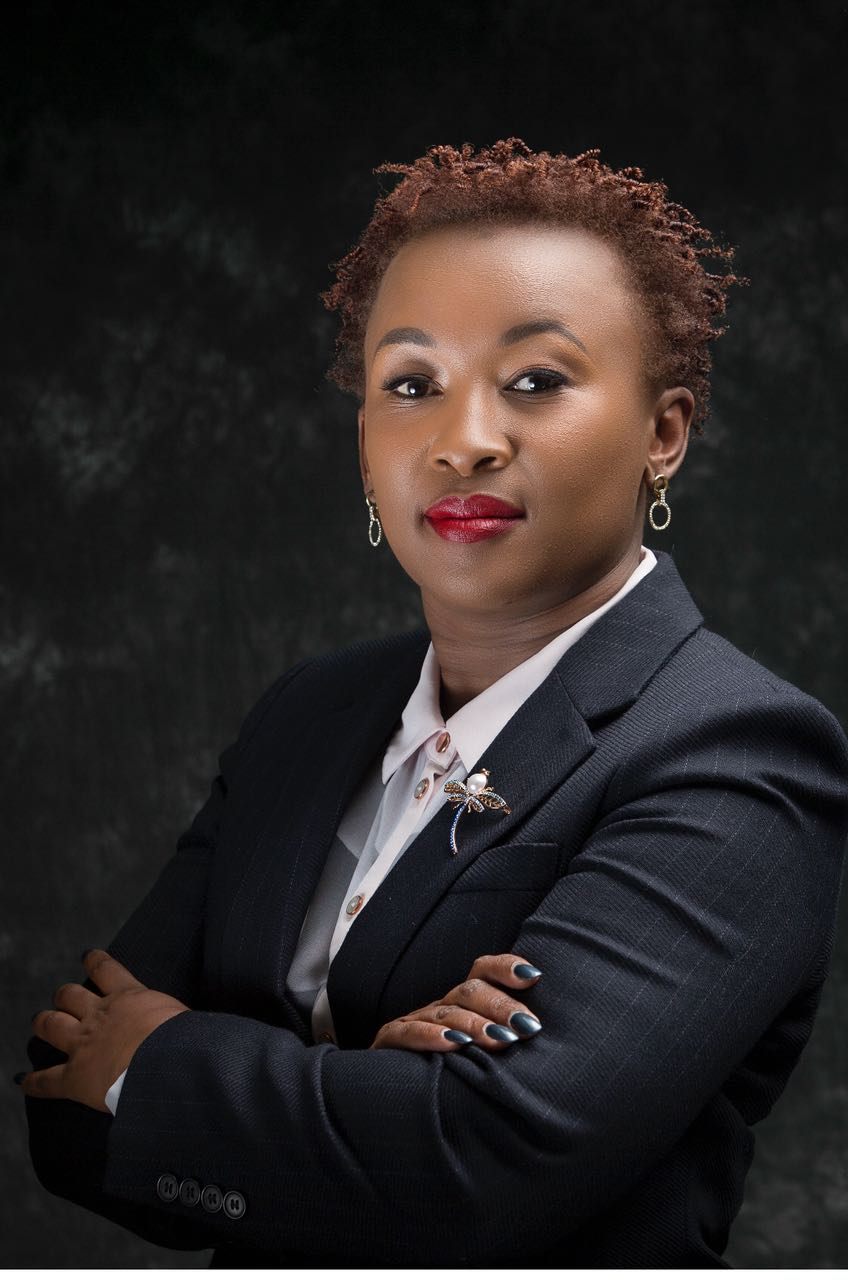
Sylvia Mulinge, Chief Executive Officer, Vodacom Tanzania

Sylvia Wairimu Mulinge (nhũ danh Sylvia Wairimu), là một nữ doanh nhân Kenya và là giám đốc điều hành công ty người Kenya. Kể từ ngày 1 tháng 6 năm 2018, bà là Giám đốc điều hành của Vodacom Tanzania, một doanh nghiệp điện thoại di động có trụ sở tại Dar es Salaam, thủ đô tài chính của Tanzania.
Trước khi đảm nhiệm vị trí hiện tại của mình, bà là Giám đốc Đơn vị Kinh doanh Hàng tiêu dùng tại Safaricom, công ty viễn thông lớn nhất ở Kenya.

## Bối cảnh và giáo dục
Bà sinh ra ở Kenya và theo học trường tiểu học St. Xaviers (1983-1990) tại thị trấn Nakuru, và trường trung học Mary Mount (1991-1994) cho giáo dục tiểu học và trung học. Bà học tại Đại học Nairobi, tốt nghiệp năm 2000 với bằng Cử nhân Khoa học và Công nghệ Thực phẩm.

## Nghề nghiệp
Bà bắt đầu sự nghiệp của mình vào tháng 8 năm 2004, tại Unilever, tập đoàn sản phẩm tiêu dùng châu Âu, làm Trợ lý Giám đốc khu vực trong bộ phận giặt ủi, có trụ sở tại Durban, Nam Phi. Sau chín tháng ở Nam Phi, bà được chuyển đến Kenya, với tư cách là người quản lý thương hiệu cho Sunlight, một thương hiệu của Unilever. Bà làm việc ở đó thêm chín tháng nữa, từ tháng 5 năm 2005 đến tháng 1 năm 2006, có trụ sở tại Nairobi.
Vào tháng 2 năm 2006, bà được Safaricom Limited thuê làm người quản lý chịu trách nhiệm về sản phẩm trả trước của công ty, làm việc cho đến tháng 11 năm 2007, khi bà được thăng chức lên Trưởng phòng Bán lẻ, với cương vị này bà phục vụ cho đến tháng 8 năm 2009.
Trong 21 tháng, từ tháng 8 năm 2009 đến tháng 4 năm 2011, bà làm việc với tư cách là Giám đốc kinh doanh Safaricom, chịu trách nhiệm bán hàng. Vào tháng 5 năm 2011, bà được thăng chức Tổng Giám đốc phụ trách Doanh nghiệp, và làm việc trong vị trí trên trong bốn năm sau đó. Vào tháng 5 năm 2015, bà được thăng chức Giám đốc Kinh doanh tiêu dùng tại Safaricom. Tại Safaricom, bà đã trưởng thành từ dưới lên để trở thành một thành viên của đội ngũ quản lý cấp cao tại công ty.

## Những ý kiến khác
Vào năm 2014, Sylvia Wairimu Mulinge được tạp chí National Media Group công bố vào danh sách "Top 40 phụ nữ dưới 40 tuổi ở Kenya năm 2014" của Business Daily Africa. Đây là một tờ báo kinh doanh hàng ngày được xuất bản bởi Tập đoàn truyền thông quốc gia.
Vào tháng 4 năm 2018, Sylvia Mulinge được bổ nhiệm làm giám đốc điều hành tại Vodacom Tanzania, thay thế cho Ian Ferrao. Vị trí này có trụ sở tại Dar es Salaam, Tanzania. Quyết định này có hiệu lực từ ngày 1 tháng 6 năm 2018.